# Сахалинская пеночка
Сахалинская пеночка (лат. Phylloscopus borealoides) — певчая птица семейства пеночковых (Phylloscopidae). Островной эндемик.

## Систематика
Раньше считалась подвидом бледноногой пеночки (Phylloscopus tenellipes). Отличия в вокализации бледноногих и сахалинских пеночек послужили главной причиной выделения последней в качестве самостоятельного вида. В последнее время это было подтверждено при сравнении их мтДНК.

## Описание
Длина крыла самцов 64.6—68.4, самок 61.7 и 62.0, в среднем 66.5 и 61.9 мм; цевка самцов 18.7—20.9, самок 18.7—19.2, в среднем 20.1 и 19 мм, вес 8.5-10.7 г. В отличие от бледноногой пеночки, голова и зашеек темно-серые, спина и надхвостье зеленоватые. Ноги розового цвета.

## Распространение
Распространена в Японии (Хоккайдо и Хонсю), в южных и центральных районах Сахалина, на Кунашире. На пролете отмечается на побережье Восточного Китая и Тайване, редко на юго-востоке Корейского полуострова. Зимует в Индокитае.

## Миграции
Весной первые пеночки появляются в Японии между 17 апреля и 5 мая, на юге Сахалина в первой декаде мая. Интенсивный прилет — во второй половине мая. Отлет на зимовки — во второй половине августа-сентябре.

## Местообитания
На Сахалине селится в разных типах лесов, от долинных ольхово-ивовых до горных темнохвойно-березовых на высотах до 1000 м над у.м. Предпочитает склоны, прорезанные горными ручьями и оврагами, заваленные деревьями с вывороченными корнями и покрытые зарослями кустарников и трав. Нередко держится вблизи обрывистых берегов рек.

## Гнездование
Гнезда. Помещаются в различных укрытиях (углублениях, нишах, щелях, за свисающими корнями и т. д.) и не заметны снаружи. Гнездо — массивное сооружение чаще округлой, реже овальной формы, при этом его ширина обычно превышает высоту, борта и дно его толстые, всегда имеются крыша и леток. Форма гнезд зависит от размеров выбранных для них углублений. Гнезда делаются из тонких измочаленных водой кусочков корешков и ветвей зеленого мха (70—80% от количества гнездового материала). Иногда используются обрывки листьев осоки и курильского бамбука. Лотки гнезд выложены кусочками тонких корешков и стебельков, веточками зеленого мха, «пухом» от побегов папоротника, а также шерстью животных. 
Кладка. 6—7 белых яиц. Размеры: 14,5—16,5 х 11,0—13,0 мм. Насиживание длится 12—13 суток.
Птенцы. Покидают гнездо на 14—15 сутки.